# Platycarpum duckei
Platycarpum duckei är en måreväxtart som beskrevs av Julian Alfred Steyermark. Platycarpum duckei ingår i släktet Platycarpum och familjen måreväxter. Inga underarter finns listade i Catalogue of Life.